# Pochwistniewo
Pochwistniewo – miasto w Rosji, w obwodzie samarskim, 159 km na północny wschód od Samary. W 2009 liczyło 28 300 mieszkańców.